# Will.i.am
Вилијам Џејмс Адамс Млађи (енгл. William James Adams Jr.; 15. март 1975), познатији као will.i.am (транскр.  Вил Ај Ем), амерички је репер, певач, аутор песама, музички продуцент, предузетник и глумац. Оснивач је и фронтмен групе Black Eyed Peas.

## Каријера

### Почеци
Музичку каријеру је почео заједно са Аланом Пинедом (apl.de.ap) 1988. године. Њихов таленат је препознао Eazy-E који им је помогао да потпишу уговор са његово дискографском кућом Ruthless Records. Касније им се придружио и Хаиме Гомез (Табу). Тако је настала подлога за снимање деби албума групе Black Eyed Peas, Behind the Front.

### 2000—2006
Након успеха са групом, 2001. године је започео соло каријеру издавши албум Lost Change који је послужио као саундтрек за истоимени филм. Крај године је са члановима групе почео да ради на новом албуму Elephunk који је издат две године касније. У то време су почели сарадњу са Ферги. Синглови Where Is the Love?, Shut Up, Hey Mama и Let's Get It Started постигли су велики успех. И следећи албум Monkey Business је доживео велики успех, а у међувремену will.i.am је издао соло албум Must B 21.

### 2007—2016
Године 2007. је објављено да је will.i.am учествовао у стварању соул групе Paradiso Girls. Исте године издао је албум Songs About Girls. Након успеха албума групе The E.N.D. и The Beginning, Black Eyed Peas су направили паузу што је will.i.am-у дало шансу за сарадњу са другим музичарима на њиховим сингловима. Био је продуцент албума R.O.O.T.S. (Фло Рајда), Rated R (Ријана) и 3 Words (Шерил). Његов соло албум willpower доживео је успех са неколико високо котираних синглова на светским топ-листама.

### 2017—данас
will.i.am је током година наставио да сарађује са многим музичарима, а након паузе и са новом певачицом група је издала албум Translation који је садржао углавном регетон.

## Остала ангажовања
Пре него што је постао члан групе Black Eyed Peas похађао је школу моде у Лос Анђелесу. Године 2001. почео се бавити дизајнирањем своје властите линије одеће која је први пута приказана јавности 2005. године.
Био је члан жирија у неколико певачких талент шоуа.
Заједно са осталим члановима групе Black Eyed Peas учествовао је у рекламама за Сникерс.

## Дискографија
- Lost Change (2001)
- Must B 21 (2003)
- Songs About Girls (2007)
- #willpower (2013)